# Wiktor Illarionowitsch Wassiltschikow

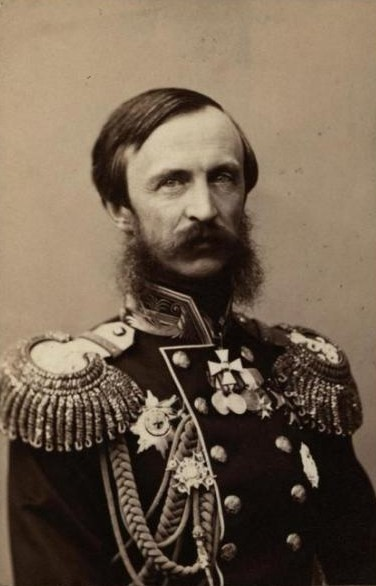
Viktor Illarionowitsch Wassiltschikow (1860)

Wiktor Illarionowitsch Wassiltschikow (russisch: Васильчиков, Виктор Иларионович; * 3. Mai 1820; † 5. Oktober 1878 in Sankt Petersburg) war ein russischer Fürst und Generalleutnant der Kaiserlich-russischen Armee und späterer Kriegsminister.

## Leben
Viktor Illarionowitsch begann seine militärische Laufbahn im kaiserlichen Pagenkorps und wurde im Jahre 1839 als Kornett dem Berittenen Leibgarde-Regiment zugeordnet. 1842 erfolgte die Kommandierung in ein selbständiges kaukasisches Korps, dort war er Adjutant des Generals Graf Paul Christophorowitsch Grabbe und nahm 1844 an einigen Militärmissionen im Kaukasuskrieg teil. 1844 wurde er zum Flügeladjutanten des Zaren Nikolaus I. ernannt und begleitete diesen auf seinen Reisen nach Berlin, Den Haag und London. Von 1844 bis 1845 reiste er als Rekrutenwerber durch die russischen Provinzen, um dann am Ende des Jahres 1845, wiederum als Flügeladjutant, den Zaren nach Italien zu begleiten.
Ab 1849 diente er wieder als aktiver Offizier in der Kaiserlich-russischen Armee, er stand unter dem Befehl des russischen Marschalls Iwan Fjodorowitsch Paskewitsch und nahm am Feldzug gegen Ungarn während der Ungarischen Revolution teil. Er diente als Kurier des Zaren und wurde in das Dragoner-Korps versetzt, hier wurde er am 7. August 1849 zum Oberst befördert.
In den Jahren 1850 bis 1852 unternahm er im Auftrag des Zaren Inspektionsreisen in den europäischen Teil Russlands und nach Sibirien. Mit Beginn der russisch-türkischen Auseinandersetzungen entsandte ihn Nikolaus I. als persönlichen Generaladjutant zum Feldmarschall Michail Dmitrijewitsch Gortschakow, der in Bukarest Befehlshaber der Südarmee war. Er diente danach in der 12. Infanterie-Division auf der Krim und führte 1854 die Belagerung von Sewastopol. Nach der Eroberung Sewastopols wurde Wassiltschikow zum stellvertretenden Stabschef der Garnison Sewestopol ernannt. Während dieser Zeit erlangte er für sein soziales Engagement und dem Aufbau von Lazaretten bei der Truppe und der Zivilbevölkerung hohes Ansehen. Am 10. April 1855 wurde er zum Generalmajor befördert und zum Generaladjutanten ihrer Majestät ernannt.
Im Dezember 1855 wurde er zum Stabschef der Südarmee berufen und übernahm den Kommissionsvorsitz zur Aufklärung der Befehlsmissbräuche. Als Mitglied der Kommission zur Verbesserung des Militärs legte er einen Bericht über den Zustand der russischen Kavallerie vor und schlug die Gründung einer Kavallerie-Akademie vor. Unter gleichzeitiger Beförderung zum Generalleutnant wurde er zum Kanzleidirektor des Kriegsministeriums ernannt und wurde ein Jahr später zum Kriegsminister ernannt. Im Mai 1858 übernahm er das Amt des geschäftsführenden Direktors des Kriegsministeriums. Krankheitsbedingt hielt er sich 1861, zwecks Kurbehandlungen, im Ausland auf und nahm 1863 wieder seine Tätigkeit auf. Da sich sein Gesundheitszustand nicht verbesserte reichte er am 16. Juli 1867 seinen Abschied ein und begab sich auf sein Anwesen im Bezirk Lebedjan (Gouvernement Tambow).
Er widmete sich nun intensiv der Landwirtschaft und erlangte in kürzester Zeit ein gutes Fachwissen und war als Kenner und Berater geschätzt. Gleichzeitig veröffentlichte er, wie sein Bruder Alexander Illarionowitsch Wassiltschikow (1818–1881), Artikel und Broschüren zu landwirtschaftlichen Themen. Seine Hauptwerke waren: „Ein paar Worte zur Zivilarbeit“ (Moskau, 1869); „Möchtest du es?“ (Moskau, 1870); "Warum russische Waffen 1853–1855 sowohl auf der Donau als auch auf der Krim ständig versagten" (Russisches Archiv, 1891).

## Auszeichnungen

### Orden und Ehrenzeichen des russischen Kaiserreichs
- 1843 Orden der Heiligen Anna, 3. Klasse
- 1849 Orden des Heiligen Wladimir, 4. Klasse
- 1854 Orden des Heiligen Wladimir 3. Klasse
- 1854 Goldenes Schwert für Tapferkeit
- 1855 Orden des Heiligen Georg,  3. Klasse
- 1856 Sankt-Stanislaus-Orden, 1. Klasse
- 1857 Orden der Heiligen Anna, 1. Klasse mit Schwertern (1857)
- 1856 Medaille "Für die Verteidigung von Sewastopol"
- Medaille "In Erinnerung an den Krieg von 1853-1856"

### Ausländische Orden und Ehrenzeichen
- 1844 Orden vom Niederländischen Löwen, 4. Klasse
- 1845 Ritterorden der hl. Mauritius und Lazarus, 3. Klasse
- 1845 Orden des heiligen Ferdinand und des Verdienstes, 3. Klasse
- 1845 Österreichisch-kaiserlicher Leopold-Orden, 3. Klasse
- 1849 Österreichischer Orden der Eisernen Krone, 2. Klasse
- 1849 Orden der Württembergischen Krone, 2. Klasse
- 1850 Herzoglich Sachsen-Ernestinischer Hausorden

## Herkunft und Familie

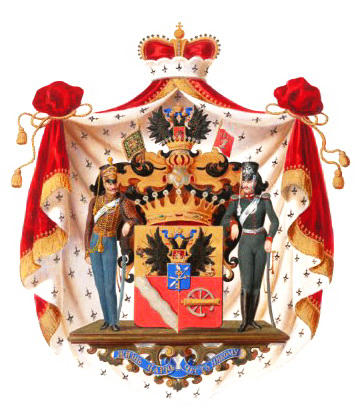
Fürstliche Wappen der Adelsfamilie Wassiltschikow (1807)

Knes V.I. Wassiltschikow stammte aus dem russischen Fürstengeschlecht Wassiltschikow, sein Vater war Fürst Illarion Wassiljewitsch Wassiltschikow (1776–1847), dessen Brüder waren die Generalmajore Dimitri Wassiljewitsch Wassiltschikow (1778–1859) und Nikolai Wassiljewitsch Wassiltschikow (1781–1849). Viktors Brüder waren der Generalleutnant Illarion Illarionowitsch Wassiltschikow (1805–1862) und Alexander Illarionowitsch Wassiltschikow (1818–1881). Viktor war unverheiratet.